# Cannondale

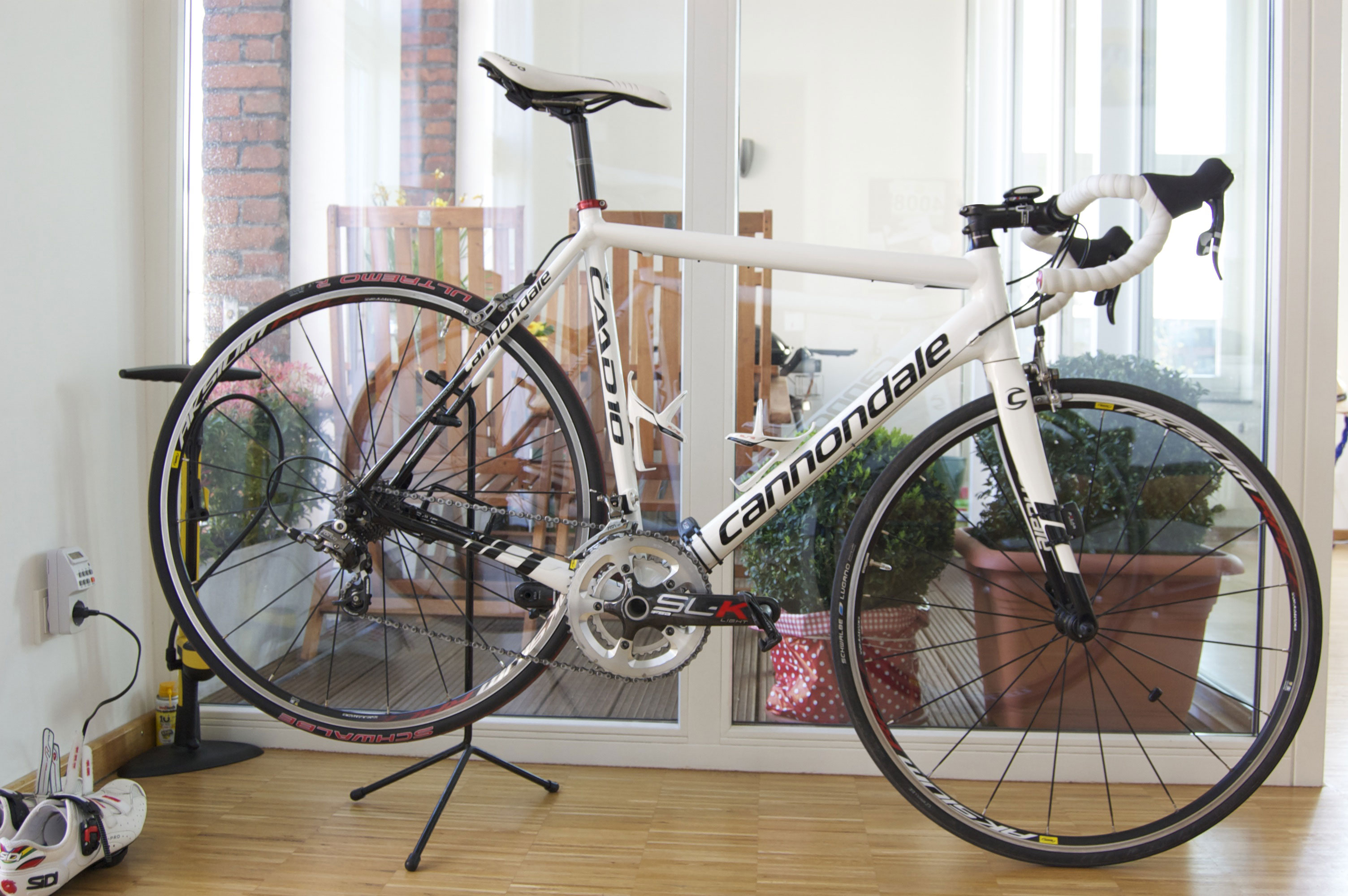
Cannondale CAAD10

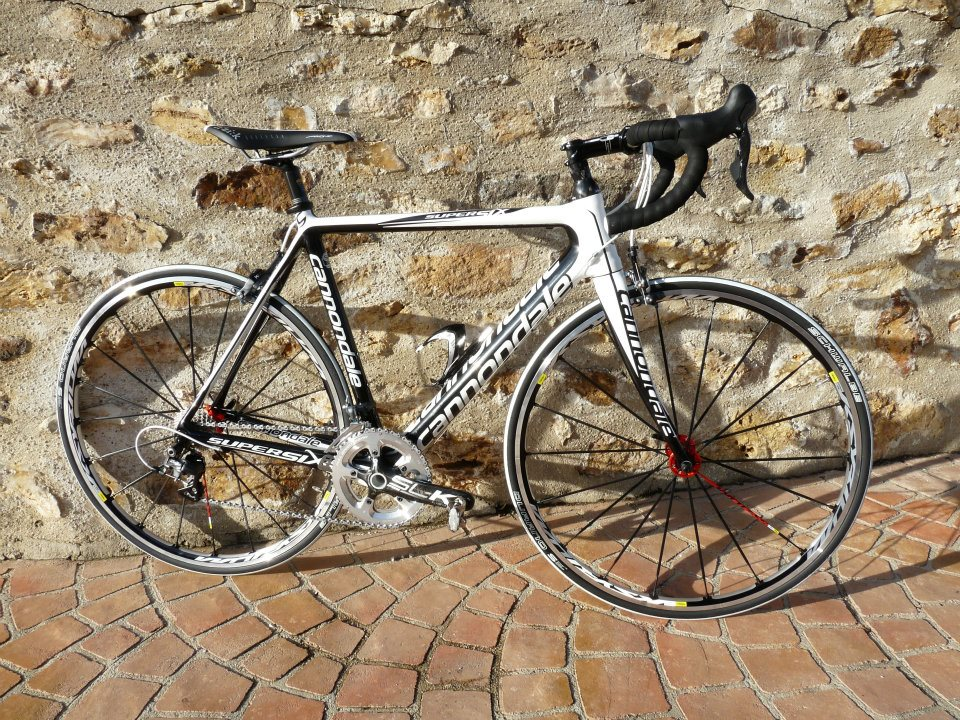
Cannondale SuperSix equipaggiata con gruppo Shimano Ultegra e ruote Mavic

La Cannondale Bicycle Corporation (nota in Italia semplicemente come Cannondale) è la divisione statunitense produttrice di biciclette e attrezzature per bici della compagnia canadese Dorel Industries, con sede a Wilton, Connecticut e stabilimenti in Cina.

## Storia
La società è stata creata nel 1971 da Joe Montgomery per la produzione di articoli per il campeggio e in seguito articoli per il turismo in bicicletta. Il nome dell'azienda proviene dalla stazione ferroviaria di Cannondale nel Connecticut.
Alla fine degli anni '90, Cannondale tentò di entrare nel mercato del motociclismo, con una linea di motociclette da fuoristrada. Un fiasco che portò alla bancarotta della compagnia nel 2003. Dopo la vendita della società alla compagnia canadese Dorel Industries, Cannondale si concentrò nuovamente sulla produzione di biciclette.
Cannondale produce diversi tipi di biciclette, specializzandosi in telai in alluminio anziché in acciaio, essendo pionieri nell'introduzione di questo materiale nel ciclismo.

## Prodotti

### Bici da corsa
- SuperSix EVO
- CAAD12 *
- CAAD10 *
- CAAD8 *
- Synapse
- Synapse Carbon *
- Slice (Triathlon / Time Trial)
- Slice RS * (Triathlon / Time Trial)
- SuperX (Cyclocross)
- CAADX (Cyclocross)
- Topstone (Gravel)

(*) Disponibile con misure e geometrie specifiche per donna.

### Mountain bike
- Scalpel HT 29 (Front Suspension)
- Scalpel 29 (Full Suspension)
- Rush 29 (Full Suspension)
- F29 (Hardtail)
- Jekyll (Over Mountain)
- Scarlet (Over Mountain, Women's only)
- Trigger 29
- Trigger 27.5
- Trigger 26
- Moto
- Trail
- Trail 29
- Trail SL29
- Fsi
- Habit
- Bad habit
- Best of the East